# One (musiksingel av U2)
One är tredjespåret på U2:s album Achtung Baby från 1991 och gavs ut som singel i mars 1992.
Åsikterna är många om vad texten egentligen handlar om. Den har blivit en symbol för aidssjuka, då inkomsterna från försäljningen av singeln gick till aidsforskning. Omslaget har också en bild med bufflar av konstnären David Wojnarowicz; en homosexuell konstnär och fotograf som avled i aids. 
Det finns tre musikvideor till One. Den första spelades in i Berlin av Anton Corbijn. Här uppträder bandet i drag. Sonen (Bono) sjunger här till sin far och bekänner att han är HIV-positiv. Bandet kör omkring i Trabantbilar vilket skulle känneteckna "playful things" men även östblockets fall. Eftersom det hela lätt kunde misstolkas genom kombinationen homosexuella och aids valde U2 att göra en ny version.
Den andra videon innehåller bufflar som springer i slowmotion, med inklippta blommor och ordet One på olika språk. Bandmedlemmarna klipptes senare också in. Den fick blandat mottagande och spelades sparsamt på MTV. För att låten inte skulle försvinna från TV gjordes en tredje version.
Där sitter Bono i en bar, dricker öl och röker. En kvinnlig modell är inklippt och ljuset och kameravinklarna kritiserades för att vara likt en ölreklam. Det här är den mest kommersiella versionen och den populäraste bland fans. Här handlar det mer tydligt om en relation mellan man och kvinna.
En del människor väljer att spela One på sina bröllop, vilket förvånat Bono och The Edge som flera gånger talat om det är inte är den typen av sång. The Edge menar att för honom handlar den om splittring, vilket inte är så underligt då bandet var nära att splittras just innan One "föddes". 
Bland annat Johnny Cash och Joe Cocker har gjort coverversioner av One. U2 har gjort en ny version i duett med Mary J Blige, vilken finns med på albumet The Breakthrough från 2005.
Låten spelades även på Fadime Sahindals begravning. 